# William Wallace
William Wallace (em escocês gaélico: Uilleam Uallas; em francês normando: William le Waleys; 1270–1305) foi um nobre cavaleiro escocês que se tornou um dos principais líderes da guerra de independência da Escócia.
Wallace ganhou fama na Escócia após derrotar, ao lado de Andrew Moray, um exército inglês na batalha da ponte de Stirling, em setembro de 1297. Ele foi então apontado para o cargo de Alto Guardião do seu país e serviu nessa posição até sua derrota na batalha de Falkirk em julho de 1298. Em agosto de 1305, Wallace foi capturado em Robroyston, próximo a Glasgow, e foi entregue ao rei Eduardo I da Inglaterra, que ordenou que ele fosse enforcado, arrastado e esquartejado por alta traição e outros crimes cometidos contra os ingleses.
Após sua morte, William Wallace se tornou um mártir e um símbolo, não só na Escócia como fora dela também. Ele foi protagonista de um famoso poema épico intitulado The Wallace, do escritor Blind Harry. Vários outros autores famosos, como Sir Walter Scott e Jane Porter também escreveram renomadas peças literárias sobre ele. Em 1995, o filme Braveheart (vencedor do Óscar) foi lançado e renovou o fascínio do público pela história escocesa e por Wallace.

## Início da vida

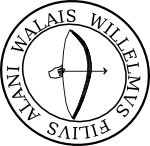
O selo pessoal de Sir William Wallace, encontrado em uma carta datada do 11º dia de outubro de 1297, para o prefeito de Lübeck, Alemanha.

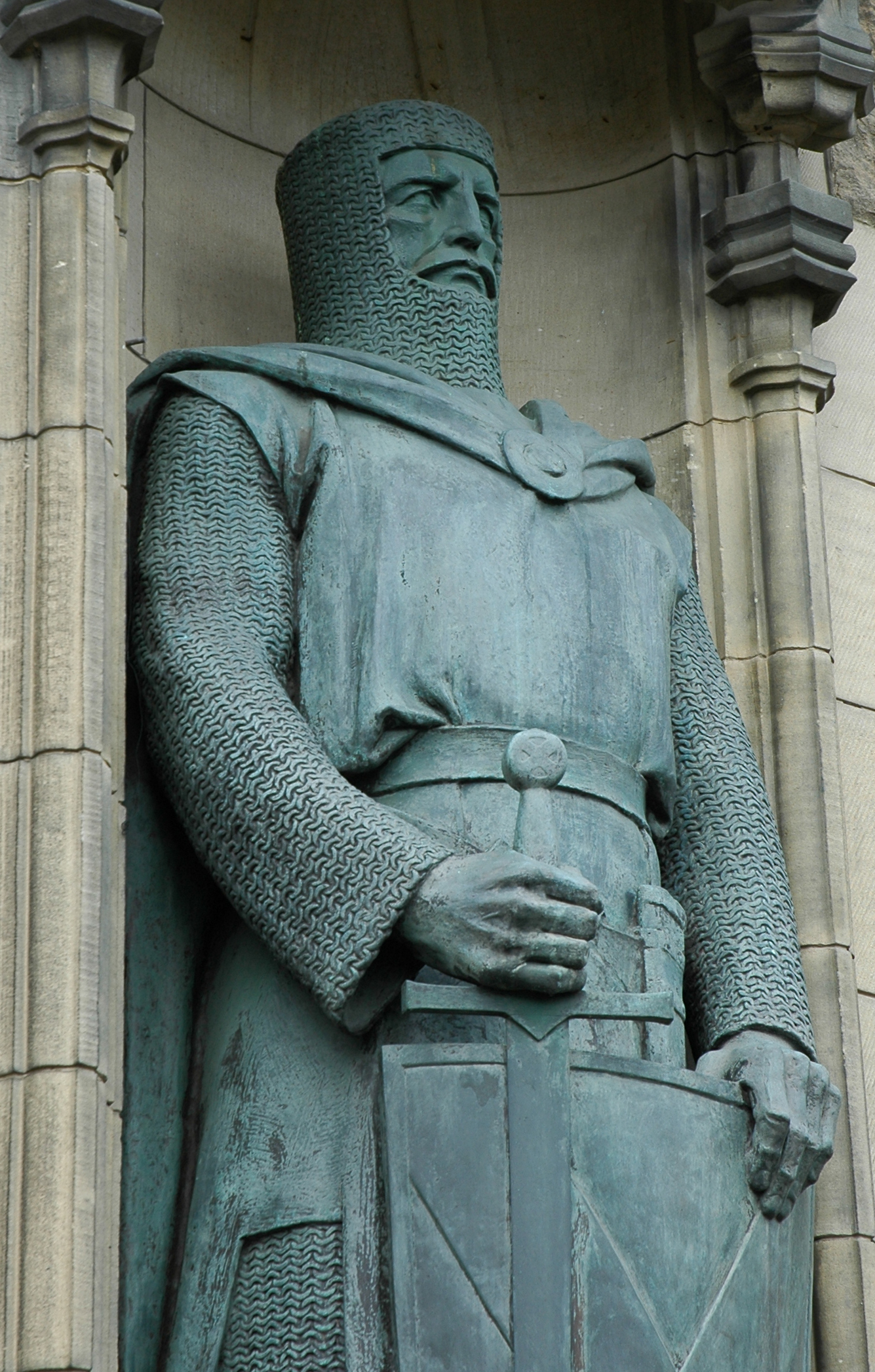
Estátua de Wallace no Castelo de Edimburgo.

William Wallace era membro de uma família nobre de pouca proeminência, mas pouco se sabe sobre a sua história familiar ou quem de fato eram seus pais. O poema de Blind Harry do século XV diz que o nome do seu pai era Sir Malcolm de Elderslie; contudo no selo de William, encontrado numa carta enviada para a cidade de Lübeck, no ano de 1297, denota o nome do seu pai como sendo Alan Wallace. Este nome, Alan Wallace, pode ser o mesmo listado em 1296 em manuscritos oficiais em Ayrshire.
O poema de Blind Harry diz que William era filho de Sir Malcolm de Elderslie, o que faz com que muitos acreditem que Wallace nasceu em Elderslie, Renfrewshire, e isso ainda é visto por muitos historiadores como verdade, incluindo a Sociedade histórica William Wallace. Porém o selo oficial numa carta atribuída a Wallace colocaria seu nascimento na região em Ayrshire. Não há evidências contemporâneas que liguem William Wallace a qualquer um desses dois lugares, embora outros supostos membros da sua família tenham conexão com esses lugares. Há relatos de que membros de sua família, anteriores a Wallace, tenham vivido em Riccarton, Tarbolton, Auchincruive e Kyle (em East Ayrshire e South Ayrshire) e Stenton (em East Lothian). Eles eram vassalos de James Stewart, 5º Alto Guardião da Escócia, já que suas terras caiam em sua jurisdição. Os irmãos de Wallace, Malcolm e John, são conhecidos através de outras fontes.
A origem do sobrenome Wallace é associado ao sudoeste da Escócia, mas também tem origens incertas. Este nome tem origens no inglês antigo, wylisc (pronunciado "wullish"), que significa "estrangeiro" ou "Welshman" ("Galês"). É possível que todos os Wallaces nas regiões ao redor do rio Clyde fossem imigrantes medievais do País de Gales, mas o termo também era utilizado para falantes em geral da língua cúmbrica.

## Crise política na Escócia
Durante a infância e adolescência de William Wallace, o rei Alexandre III governava a Escócia. Seu reinado foi marcado por paz e prosperidade econômica. Em 19 de março de 1286, contudo, Alexandre morreu ao cair do cavalo.
A herdeira de Alexandre era sua neta, a jovem Margarida. Como ela era só uma criança e ainda vivia na Noruega, os lordes escoceses formaram um governo de guardiões. Margarida acabou adoecendo na sua viagem de volta para a Escócia e faleceu em Orkney, a 26 de setembro de 1290. A falta de um herdeiro levou a um período de incertezas, com várias famílias nobres reivindicando o trono.
As tensões na Escócia cresceram e o medo de uma guerra civil era real. Então o rei Eduardo I da Inglaterra foi convidado pela nobreza escocesa para agir como árbitro da disputa sucessória. Antes do processo começar, Eduardo I insistiu que todos os nobres escoceses o nomeassem Senhor Supremo da Escócia. No começo de novembro de 1292, em uma grande corte que aconteceu em Berwick-upon-Tweed, o rei inglês nomeou, dentro da lei escocesa, John Balliol para o trono, afirmando que a reivindicação dele a coroa era mais sólida.
Eduardo I logo começou a minar a autoridade das cortes escocesas e proclamou o rei John Balliol como seu vassalo. John era considerado um rei fraco pelos clãs escoceses. Cedendo a pressão dos seus nobres, John decidiu renunciar a homenagem que deveria fazer ao monarca britânico em março de 1296. Furioso, Eduardo I saqueou Berwick-upon-Tweed e em abril derrotou os escoceses na Batalha de Dunbar em East Lothian e em julho já tinha forçado John a abdicar. Eduardo I então exigiu homenagens de mais de 1 800 nobres escoceses e ordenou que suas tropas ocupassem várias regiões chave da Escócia.

## Interim

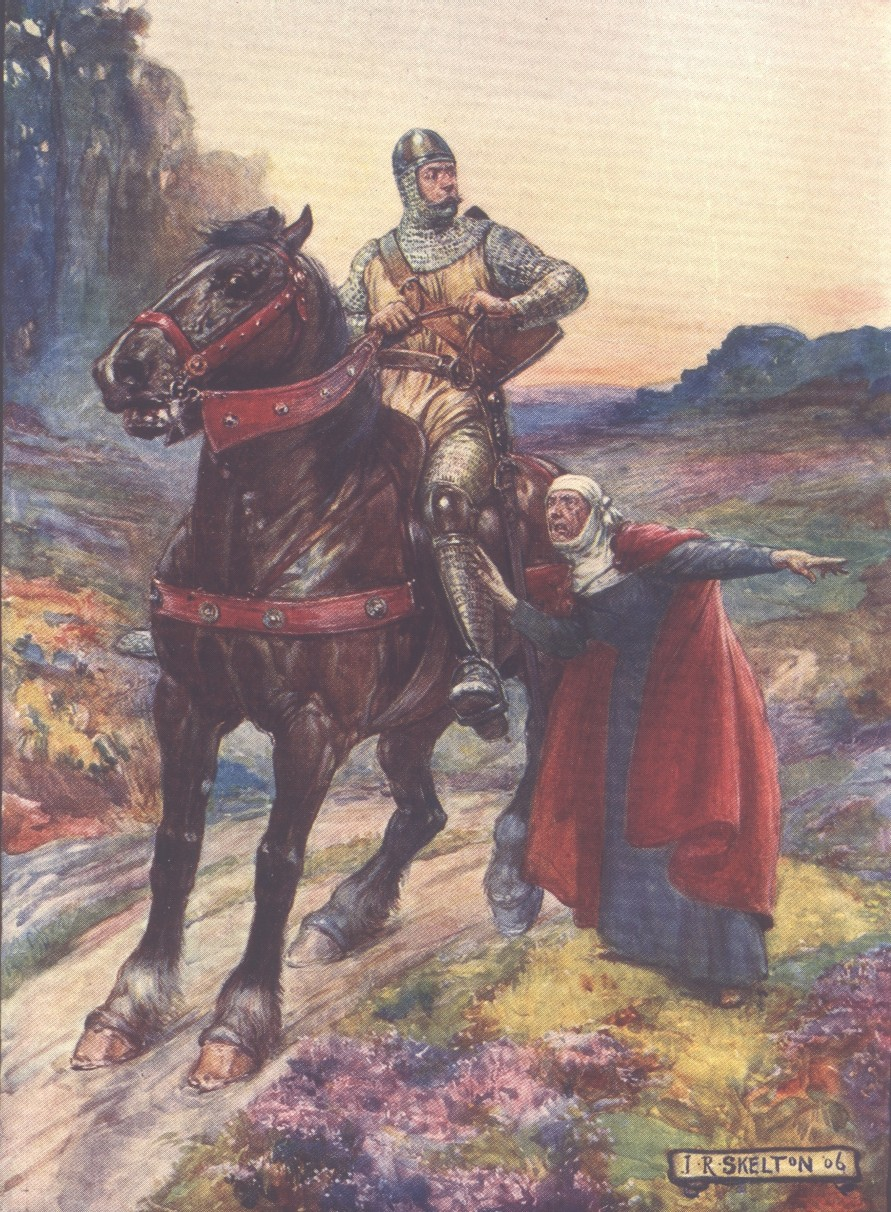
Wallace mostrado em um livro infantil de 1906.

Vários historiadores, como Andrew Fisher, acreditam que Wallace provavelmente tinha experiência militar prévia antes de se envolver na guerra de independência escocesa em 1297. Muito provavelmente ele lutou (talvez como mercenário) ao lado do exército inglês de Eduardo I em sua guerra no País de Gales. O selo pessoal de Wallace tinha uma insígnia de arqueiros, então talvez ele tenha sido arqueiro no exército de Eduardo.
O cronista do século XV Walter Bower diz que Wallace era um "homem alto, com corpo de gigante … com braços e pernas fortes". O poema de Blind Harry diz que ele tinha 2,15 m de altura.

## Guerra pela independência escocesa

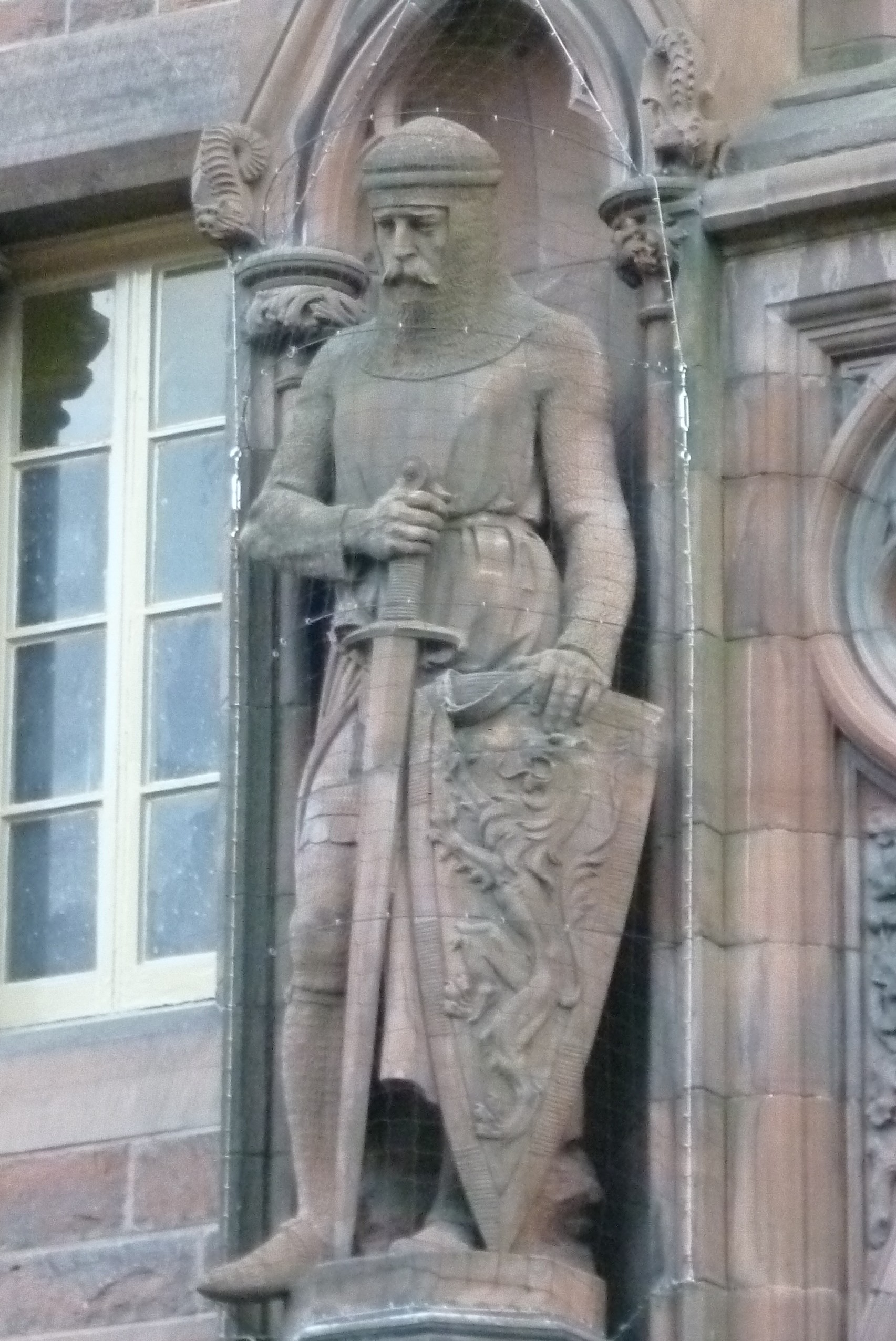
A estátua de Wallace por D. W. Stevenson na Galeria Nacional da Escócia, em Edimburgo.

A primeira ação militar tomada por William Wallace que se tem notícia durante a guerra de independência da Escócia foi um ataque a William de Heselrig, o Alto xerife inglês de Lanark, em maio de 1297. Os motivos que o levaram a se juntar a guerra são desconhecidos. O poema de Blind Harry diz que Wallace tinha se casado com uma mulher chamada Marian (ou Murron) Braidfoot, na igreja de S. Kentingern. Ela teria sido assassinada a mando do xerife de Lanark e isso pode tê-lo instigado a se revoltar (ou talvez a morte de sua esposa teria sido uma retaliação por ele já participar da rebelião), porém esta história é considerada falsa, com muitos historiadores modernos contestando essa versão, acreditando que Wallace na verdade nunca foi casado. Seja como for, após a luta em Lanark, ele então se juntou a William de Hardy, Lorde de Douglas, e atacou os ingleses em Scone, na região de Perth e Kinross. A rebelião de Wallace foi uma dentre muitas revoltas de nobres e plebeus escoceses contra os ingleses. Naquele período, a guerra ia mal e a Escócia estava sem liderança e parcialmente ocupada militarmente. Uma outra revolta bem sucedida estava sendo liderada por Andrew Moray no norte.
Em julho de 1297, parecia que as rebeliões na Escócia estavam com seus dias contados quando vários nobres escoceses resolveram dobrar o joelho para o rei inglês Eduardo I na cidade de Irvine. Wallace e Moray continuaram suas campanhas individuais, apesar de tudo. William Wallace se baseava na floresta de Ettrick, no sul, como uma base para saques e guerrilha, realizando ataques em Ancrum, na região de Scottish Borders. Wallace e Moray decidiram unir forças, possivelmente durante o cerco de Dundee em setembro.
Em setembro de 1297, as tropas de Wallace e Andrew Moray se uniram para deter o avanço do exército inglês. Na subsequente batalha da ponte de Stirling, embora em menor número, os escoceses conquistaram sua primeira vitória significativa na guerra. John de Warenne, 6º Conde de Surrey, liderava uma tropa de 3 000 cavaleiros e entre 8 mil e 10 mil soldados de infantaria, se movendo a partir do Castelo de Stirling, considerado o coração da Escócia. Para avançar pela região, contudo, era necessário passar por uma ponte de madeira estreita. Quando metade das forças inglesas cruzou o rio, os homens de Wallace e Moray atacaram e massacraram boa parte da tropa inimiga. A ponte colapsou e caiu, dando uma importante vitória aos escoceses, aumentando sua moral e confiança.

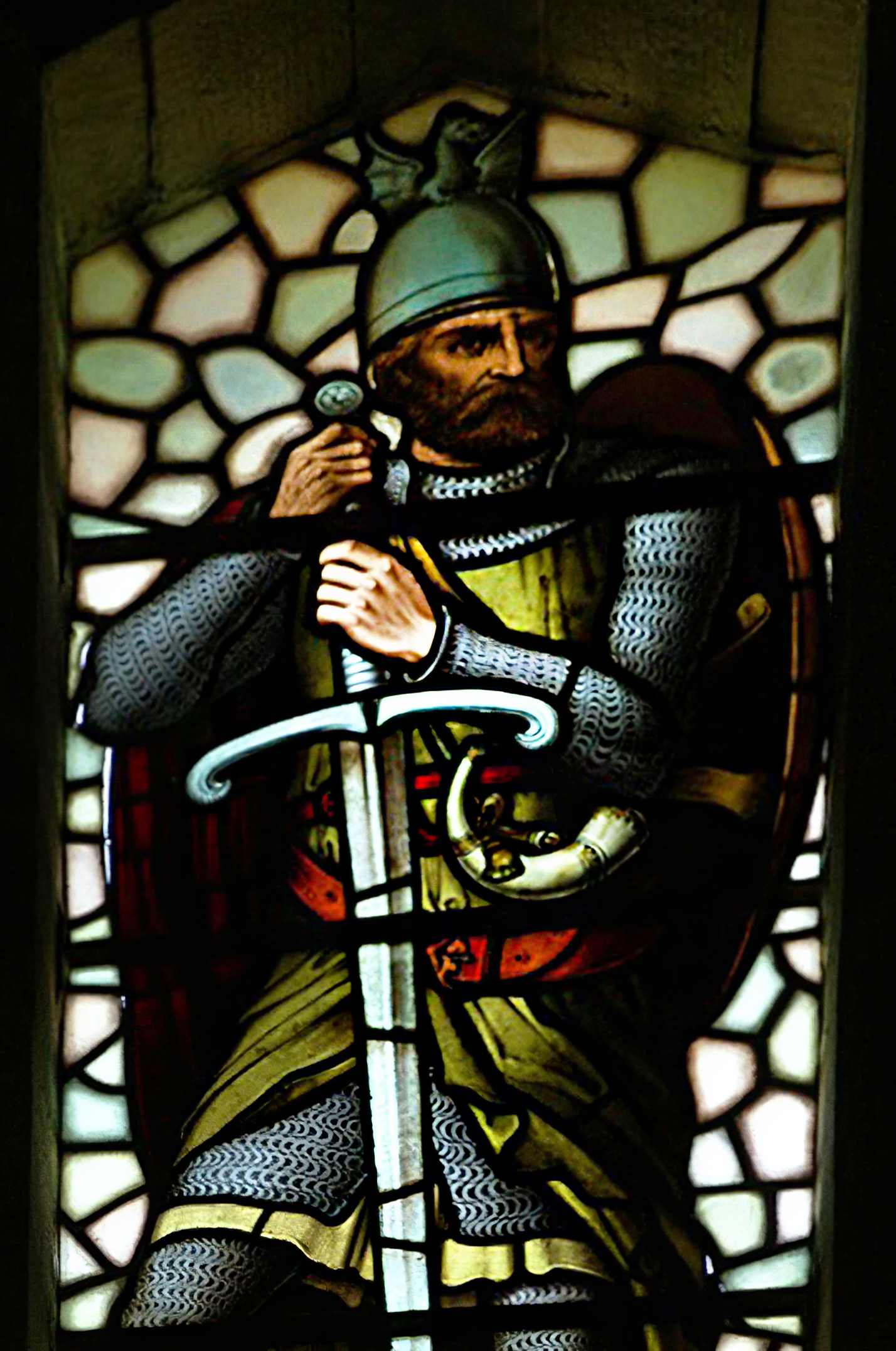
Um monumento a Wallace numa vidraça.

Após esta batalha, Moray e Wallace foram nomeados Guardiões do Reino da Escócia. Moray, contudo, faleceu pouco tempo depois ainda em 1297, dando a William Wallace toda a glória da vitória.
Wallace raramente lutava de forma convencional durante a guerra, preferindo táticas oportunistas e uso estratégico do terreno, em contraste com os contos romanceados de luta cavaleiresca e vitória puramente por força. Após Stirling, o ódio se propagou nos dois exércitos antagonistas, trazendo um novo estilo de guerra. A inferioridade numérica e em materiais dos escoceses seria similar ao que os ingleses passariam na Guerra dos Cem Anos, durante a qual eles também abandonaram a luta cavaleiresca em favor de táticas mais irregulares como nas batalhas de Crécy e Poitiers.
Em uma cerimônia, em Selkirk, ainda em 1297, Wallace foi feito cavaleiro. Isso foi feito por um conde escocês  — de Carrick, Strathearn ou Lennox.

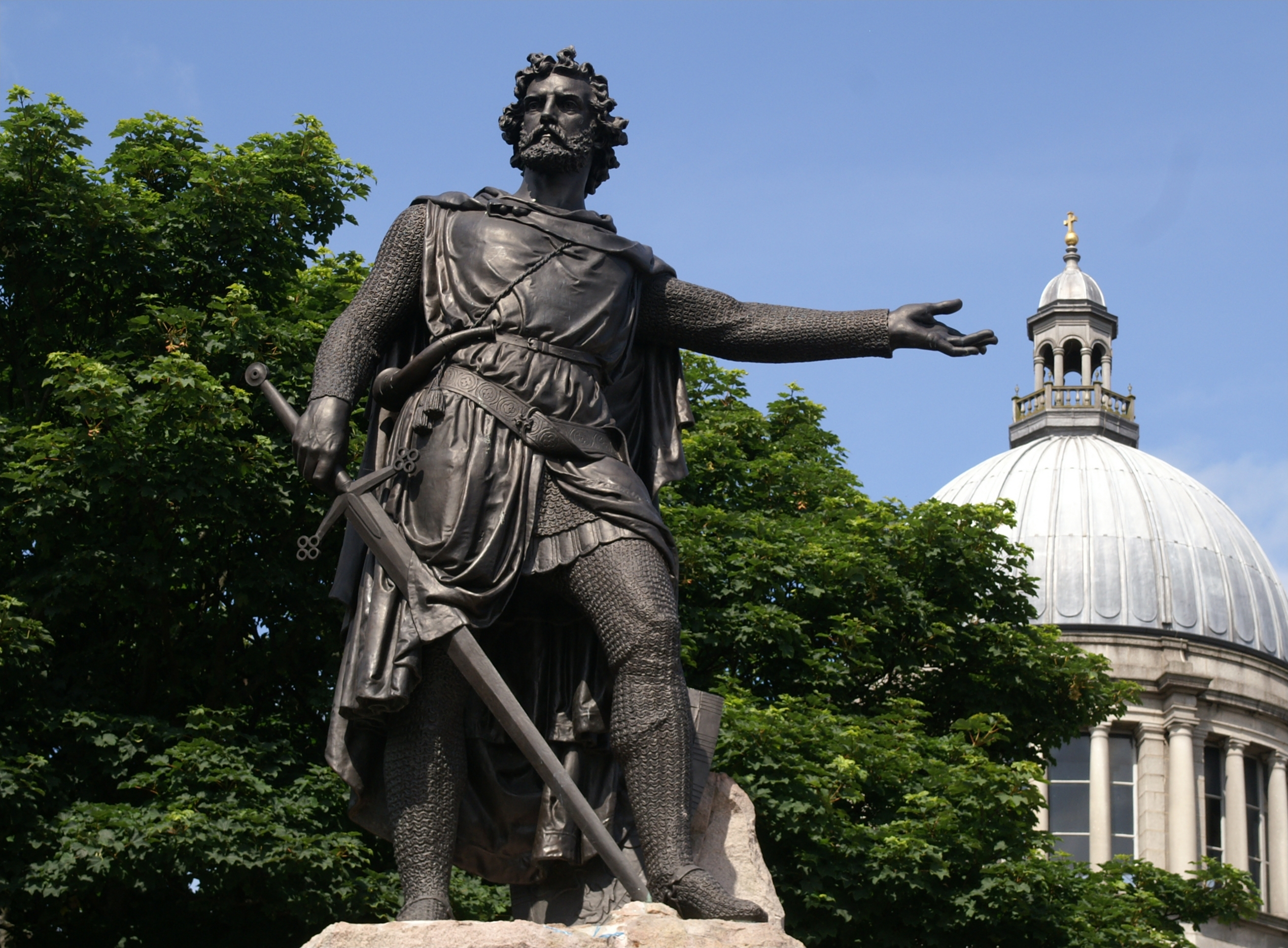
Estátua de Wallace em Aberdeen.

Wallace, em detrimento de fortalecer as defesas no sul da Escócia, ordenou uma série de arrastões no norte da Inglaterra, através de Northumberland e Cumberland, possivelmente como retaliação contra abusos das tropas inglesas em seu país. Taticamente, esses arrastões pouco fizeram para ajudar a causa escocesa.
Em abril de 1298, o rei Eduardo I planejou seu contra-ataque, na forma de uma nova invasão a Escócia. Ele recrutou milhares de soldados novos e fez alianças, atraindo vários nobres escoceses para o seu lado. Metade dos mercenários recrutados eram galeses. Eles saquearam Lothian e capturaram vários castelos, mas falharam em atrair William Wallace a uma batalha derradeira; os escoceses evadiram os ingleses, forçando Eduardo a gastar seus suprimentos e dinheiro, com Wallace realizando ataques de guerrilha. Logo, a moral dos ingleses despencou, assim como seus estoques de mantimentos. Eduardo I planejou então retornar para Edimburgo até que ele descobriu que os escoceses estavam acampados em Falkirk.
Wallace preparou as defesas e firmou suas posições em quatro schiltrons — bolsões circulares defensivos, com homens garantindo o perímetro com longas lanças e com paliçadas. Os ingleses, contudo, utilizaram milhares de arqueiros galeses com seus arcos longos, que fizeram chover flechas sobre os escoceses. A infantaria de Wallace quebrou a formação e os cavaleiros ingleses atacaram. Já a cavalaria escocesa, ao ver sua inferioridade numérica, acabou debandando. Então, amaciados pelas flechas, Eduardo avançou com seus cavalos e infantaria, esmagando os escoceses. Wallace conseguiu escapar, mas não aos custos de sua reputação militar.
Em setembro de 1298, dois meses após o desastre em Falkirk, Wallace renunciou ao posto de Guardião em favor de Roberto de Bruce, Conde de Carrick, e John III Comyn, Lorde de Badenoch, sobrinho do antigo rei John Balliol.
Detalhes a respeito das atividades de Wallace após Falkirk são vagos e não confirmados, mas acredita-se que ele deixou o país e foi visitar o rei Filipe IV da França para pedir ajuda para a Escócia em sua guerra contra a Inglaterra. Há uma carta do rei francês, datada de 7 de novembro de 1300, pedindo para seus enviados em Roma tentarem ajudar Sir William. É sugerido também que Wallace pode ter ele próprio viajado para Roma, embora isso seja questionado.
Há também relatórios de um espião inglês entre os nobres escoceses que sugerem que Wallace realmente esteve na França.
Em 1304, William Wallace retornou para a Escócia com o intuito de retomar a guerra. Ele organizou ataques em Happrew e Earnside, na região das Scottish Borders.

## Captura e execução

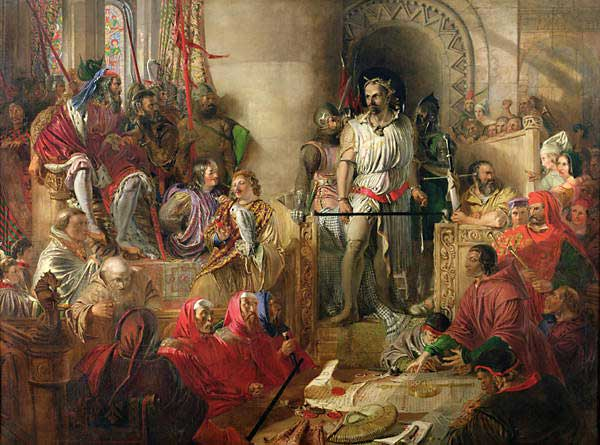
O julgamento de Wallace em Westminster Hall, pintado por Daniel Maclise.

Wallace conseguiu evadir os ingleses por muito tempo até que em 5 de agosto de 1305, John de Menteith, um cavaleiro escocês leal a Eduardo I, traiu Wallace e o entregou aos soldados ingleses em Robroyston, próximo de Glasgow. Cartas de salvo-conduto de Haakon V da Noruega, Filipe IV da França e John Balliol, junto com outros documentos, foram encontrados dentre os pertences de Wallace e foram entregues a Eduardo por John de Segrave.
Wallace foi levado para Londres, preso na casa de William de Leyrer, e depois foi transferido para Westminster Hall, onde ele foi julgado por traição e por atrocidades cometidas contra civis ingleses durante a guerra. Ele foi coroado com uma guirlanda de carvalho para sugerir que ele era o "rei dos foras-da-lei". Ele respondeu as acusações de traição afirmando: "Eu não sou um traidor a Eduardo, pois eu nunca fui seu súdito."

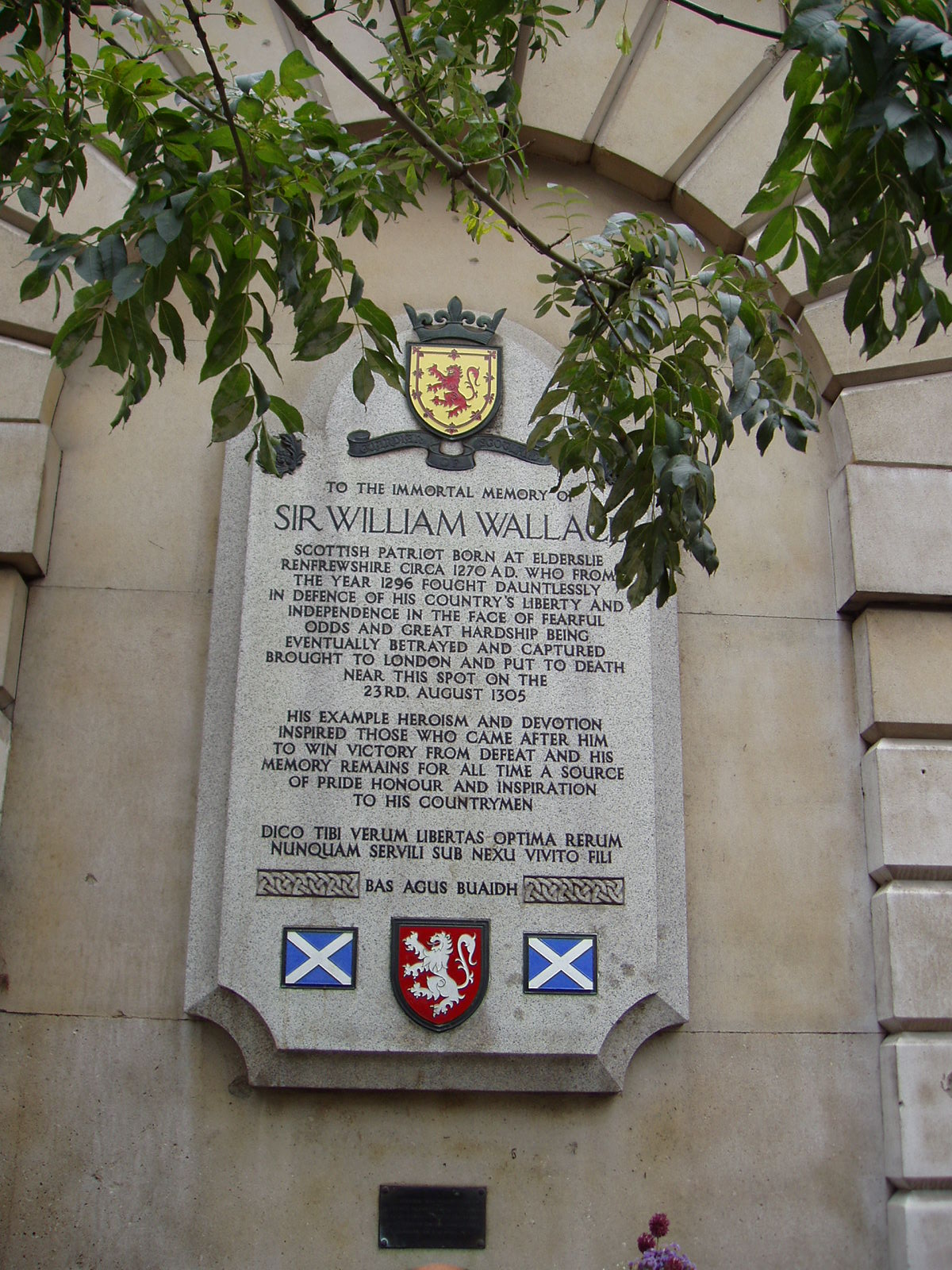
Uma placa comemorativa no local da execução de William Wallace.

Após o julgamento, em 23 de agosto de 1305, foi levado para a Torre de Londres. Suas roupas foram removidas e ele foi transportado pelas ruas da cidade em um cavalo até Smithfield, no centro, sendo exposto a ira da população da capital inglesa. Wallace foi hostilizado e torturado, sendo enforcado, arrastado e esquartejado. Enquanto ainda estava vivo, ele foi emasculado, eviscerado (com seus intestinos sendo removidos e queimados na sua frente) e por fim decapitado. Seu corpo foi esquartejado e seus membros levados para diferentes pontos do reino (Newcastle, Berwick, Stirling e Perth), com sua cabeça sendo exposta na Ponte de Londres. As cabeças de outros rebeldes escoceses, como John e Simon Fraser, foram colocadas ao lado da sua.
A morte de William Wallace, contudo, não teve o efeito desejado pelos ingleses. Pelo contrário, ele passou de um simples líder rebelde para um mártir e um símbolo de resistência. Demoraria, contudo, mais duas décadas para a Escócia reconquistar sua independência, com Roberto de Bruce sendo coroado rei.
Várias homenagens e monumentos foram feitos a Wallace nos séculos após sua morte, com ele ganhando status de "Herói nacional" na Escócia. Uma placa comemorativa foi erguida próximo a entrada do hospital St Bartholomew, perto de onde a execução aconteceu, em Smithfield. Em 1869, foi erguido o Monumento Wallace, próximo de onde aconteceu a batalha na ponte de Stirling. A Espada de Wallace, que supostamente pertencia a ele (embora partes da arma sejam datadas de 160 anos após sua morte), que por muitos anos era exibida no Castelo de Dumbarton, agora é mostrada no seu monumento em Stirling.

## Historiografia de Wallace

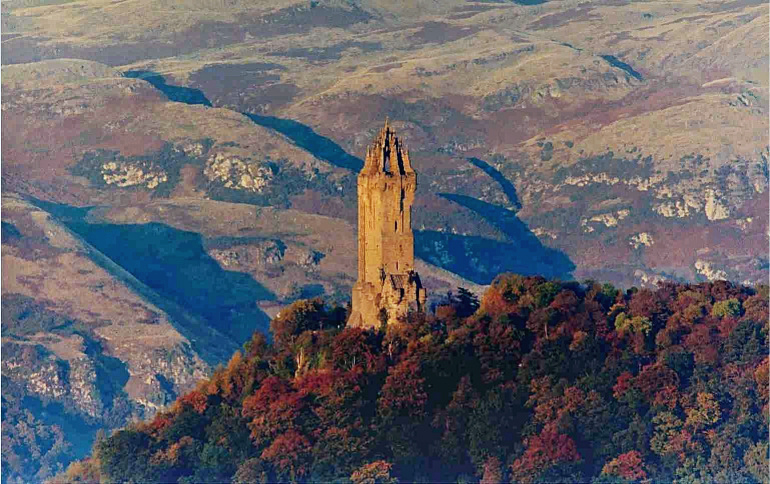
O Monumento Wallace, próximo a ponte Stirling.

Embora sempre haja problemas em escrever biografias precisas a respeito de personagens históricos medievais, os problemas com Wallace são maiores ainda. Pouco de fato é sabido a respeito de sua vida além do período de campanhas militares entre 1297 e 1298, e as últimas semanas de sua vida em 1305. Mesmo seus primeiros anos, seu nascimento e até o nome do seu pai são sujeitos a debates entre os acadêmicos.
Muito do que se sabe a respeito de Wallace, incluindo várias subsequentes "biografias", foram escritas para fins de propaganda nacionalística ou simplesmente como forma de entretenimento, que passaram a ser desconsideradas pelos historiadores modernos. Alguns aspectos adotados como fatos por alguns acadêmicos vieram do poema The Acts and Deeds of Sir William Wallace, Knight of Elderslie, escrito em 1470 pelo menestrel Blind Harry. Harry escreveu várias tradições orais que eram contadas pelos povos ao longo dos 170 anos anteriores e não são uma representação precisa dos feitos de William Wallace. O poema é um misto de fatos históricos e acontecimentos fabricados ou 'emprestados' de outros personagens históricos.

## Na cultura popular

### Filmes
- Um dos filmes mais conhecidos a respeito da vida de William Wallace é Braveheart (1995), dirigido e estrelado por Mel Gibson (que interpretou Wallace), escrito por Randall Wallace, e filmado na Escócia e na Irlanda. O filme foi extensamente criticado por seus erros e imprecisões históricas.[33]

### Literatura
- No começo do século XIX, Walter Scott escreveu sobre Wallace em Exploits and Death of William Wallace, o "Herói da Escócia".[34]
- Jane Porter escreveu um romance sobre a lenda de Wallace, intitulado The Scottish Chiefs (1810).
- Nigel Tranter escreveu uma novela chamada The Wallace (1975).
- The Temple and the Stone (1998), um livro por Katherine Kurtz e Deborah Turner Harris, têm uma história ficcional a respeito do relacionamento entre Wallace e Cavaleiros Templários.[35]